# 程偉 (籃球運動員)
程偉（1948年12月9日—），原名陳泰寶，台灣前男子籃球員、籃球教練，祖籍浙江杭州，身高約200公分，於2024年以「球員類」名人獲選為第三屆台灣籃球名人堂。在1960、70年代是台灣籃壇長人中鋒，長期效力飛駝籃球隊，曾代表中華民國國家男子籃球隊參加第六屆亞運會及第五、六、七屆亞洲杯籃球賽等四屆賽會，並在第七屆亞洲盃贏得季軍。他的六個弟弟也都擅長籃球，程家七兄弟多人膺選中華男籃，也一度和弟弟程宏、程官寶共同效力飛駝隊。

## 生平
程偉國小時在台南參加棒球隊，後來到台北唸初中時因身材出眾，在七虎籃球場加入飛虎少年隊。後來於十八歲代表臺北市立建國中學及味全參與了多項賽事，其身高約200公分，被認為是全國第一長人，並且在1967年第四屆亞洲杯籃球賽中華民國國家隊選拔時因「能控籃板球和籃下取分」獲總教練霍劍平列為四名候選球員之一，當時籃壇不少人對程偉未能名列正選抱屈，包括了時任中華全國籃球委員會主任委員易國瑞也為其感到可惜，並認為程偉未來可期。同年，他在祝壽杯代表浙江隊出賽，也在台灣省運動會代表陽明山隊贏得季軍。
1968年，程偉和建中隊友顧志民、唐致強聯手下，同時建中隊是當時甲組隊中平均身高最高的隊伍，建中隊在一年間成績有進步，也曾擊敗勁旅裕隆隊，並且贏得了台灣省中學籃球賽高男組冠軍。到了1968年底，程偉加入了飛駝隊角逐萬壽杯暨中華隊選拔賽，也成功入選赴美訪問的中華民國國家男子籃球隊，唯其在萬壽杯出賽211分鐘中抓下3個籃板球的表現，被認為亟欲改善。
1969年，程偉助飛駝隊贏得自由杯和全省聯賽男甲組兩座冠軍，同時他再次入選第五屆亞洲杯籃球賽中華民國國家隊，也獲選為「台灣省58年度各項優秀體育青年」，在第五屆亞洲盃程偉對陣巴基斯坦、香港時各攻下22分及17分，令中華隊位居該屆第四名，賽後中華隊整體表現遭到批評，外界質疑何以敗於馬來西亞隊，台灣媒體聯合報則指出程偉、唐致強在進攻籃框時常犯規，導致比賽結束前便犯滿離場。
1970年程偉入選亞運代表隊，當時媒體及時任總教練朱聲漪各認為程偉或有技術不足，抑或是體力不足的問題，但仍看好程偉與隊上另一長人吳建國攜手共創佳績。1970年亞運籃球賽，中華隊在B組共三隊二勝一負的情況下憑藉淨勝零分，以分組第二晉級決賽圈，晉級後以二勝三負，位居第四。
1971年初，程偉代表了飛駝隊及中華隊參與了中日友誼賽及留美學聯返國訪問比賽等友誼賽，互有勝負。後來在2月份第五屆亞東區中美軍籃球錦標賽為飛駝隊贏得季軍，惟程偉對陣冠軍駐韓美軍籃球隊的表現頗受批評。6月份程偉先為裕隆隊出戰香港業餘籃聯會舉辦的亞洲區五角籃賽，只負於冠軍菲律賓伊戈隊，獲得亞軍。後他又為飛駝隊參加中華民國籃球委員會與台視主辦的亞洲五強籃球賽，獲得季軍，聯合報評論指出程偉自效力飛駝隊後實力已不如同期隊友吳建國，也有老國手稱程偉將被潘家拳與其弟程官寶超越。8月份，第六屆亞洲杯籃球賽代表隊決選賽九名選拔委員投票，程偉再次入選中華隊。到了第六屆亞洲杯籃球賽出征前夕，程偉先後傷了左手及右腳背，整個賽會都受傷勢影響發揮，除程偉外中華隊陣中也仍有幾名傷員，開賽先勝馬來西亞、新加坡等隊，後大敗於日本隊29分，又在排名賽輸菲律賓隊2分，同第五屆亞洲盃一樣取得第四名。返國後，程偉於12月為國立臺灣師範大學角逐第二十一屆大專籃球聯賽，並在對陣淡江的重要賽事，成功控制籃板球，並屢在籃下建功，師大67:64淡江，贏得冠軍，程偉也因此入選大專男子籃球明星隊。
1972年中美軍籃球錦標賽，程偉此次雖表現優異，面對去年冠軍駐韓美軍籃球隊也能攻能守，惟在冠軍賽仍未能取勝，蟬聯亞軍。同年6月份程偉代表四海藍並獲選訓委員認可，入選1972年夏季奧林匹克運動會中華男籃。
1973年程偉三度入選第七屆亞洲杯籃球賽，該屆賽事中華隊首戰大勝印度後，對陣新加坡及巴基斯坦雖取勝，整體仍被評為表現不佳，程偉也屢屢失誤，後來和菲律賓隊爭奪B組冠軍時，程偉早早犯滿離場，導致無法掌握籃板球而輸。進入決賽圈後，中華隊先負韓國、菲律賓，面對8年不勝的日本，程偉在內的長人發揮功效取勝，最後又勝過伊朗，取得第三名。同年12月程偉為臺師大贏得第二十三屆大專籃球聯賽冠軍。
1978年自由杯後，程偉從球員身分退役，臨場指揮飛駝隊參加過1978年瓊斯杯，之後曾擔任飛駝隊副教練，協助時任總教練張克佑，也曾在母校建國中學任教，並參於校籃球隊的訓練。
2024年，程偉以「球員類」名人獲選為第三屆台灣籃球名人堂。